# Мартін Васінський
Мартін Жан Васінський (фр. Martin Jean Wasinski, нар. 7 квітня 2004, Льєж, Бельгія) — бельгійський футболіст польського походження, центральний захисник німецького клубу «Шальке 04».

## Ігрова кар'єра

### Клубна
Мартін Васінський у 2018 році приєднався до футбольної академії клубу «Шарлеруа». 22 серпня 2021 року у віці 17 років футболіст зіграв першу гру на професійному рівні в матчі чемпіонату Бельгії. У серпні 2022 року Васінський підписав з клубом контракт до літа 2025 року.
У січні 2023 року захисник був відданий в оренду в інший клуб вищого дивізіону — «Кортрейк». Влітку 2023 року стало відомо. що орендний договір продовжено ще на один сезон.
Влітку 2024 року Мартін Васінський як вільний агент перейшов до клубу німецької Другої Бундесліги «Шальке 04», з яким підписав контракт до червня 2028 року.

### Збірна
Маючи польське коріння, Мартін Васінський на міжнародній арені обрав збірну Бельгії. З 2019 року він захищає кольори юнацьких збірних Бельгії.